# Leont d'Esparta
Leont d'Esparta (en llatí Leon, -ontis, en grec antic Λέων, -οντος), fill d'Eurícrates II, va ser el 14è rei de la dinastia dels agíades d'Esparta. Va governar entre els anys 598 aC i probablement el 560 aC.
En el seu temps els espartans van lliurar una guerra contra Tègea que ja havia iniciat el seu pare. El seu fill Anaxàndrides II, contemporani de Cresos, el va succeir en el tron potser l'any 560 aC. En parla Heròdot a les seves Històries, i Pausànias a la Descripció de Grècia.